# ليه ميجر
ليه ميجر (بالإنجليزية: Les Major)‏ (25 يناير 1926 في المملكة المتحدة - 2001 في المملكة المتحدة) هو لاعب كرة قدم بريطاني (وحمل سابقاً جنسية المملكة المتحدة لبريطانيا العظمى وأيرلندا) في مركز حراسة المرمى. لعب مع ليستر سيتي ونادي بليموث أرجايل.